# Фінансова ініціатива
ПАТ «КБ „Фінансова ініціатива“» — український комерційний банк другої групи. 
2014 року посідав 18-те місце у класифікації НБУ за обсягом активів. Входить до ТОП-20 найбільших банків України за обсягами депозитів та кредитів для юридичних осіб. Має ліцензії на надання повного спектру банківських послуг для фізичних, юридичних осіб, корпоративних клієнтів, малого та середнього бізнесу.
23 червня 2015 року НБУ визнав банк неплатоспроможним. Відшкодування коштів фізичних осіб — клієнтів банку у межах гарантованої суми здійснюватиме Фонд гарантування вкладів фізичних осіб.

## Власність
100 % акцій належить ТОВ «Інвест-Сервіс», яка, у свою чергу, на 100 % належить українському підприємцеві Олегу Бахматюку через ТОВ «Квікком лімітед». Йому також належать компанія «Укрлендфармінг» та агрохолдинг «Авангард», акції якого котируються на Лондонській фондовій біржі. Ключовим сектором інвестицій банку є сільське господарство

## Історія
2004—2005 — комерційний банк «Фінансова ініціатива» засновано 5 липня 2004 року у формі товариства з обмеженою відповідальністю та зареєстровано Національним банком України 19 січня 2005 року. У травні 2005 року банк став учасником Фонду гарантування вкладів фізичних осіб. З жовтня банк є дійсним членом Асоціації «Перша фондова торговельна система» (ПФТС), членом платіжної системи «УкрКарт».
2006 — 24 січня відкрито перше відділення ПАТ "КБ «Фінансова Ініціатива» № 1 в Івано-Франківську.
2007 — у липні банк здійснив перший випуск облігацій на суму 50 млн ₴ У листопаді цього ж року банк оголосив про здійснення другої емісії облігацій банку на суму 250 млн. ₴ У листопаді відкрито перше відділення ПАТ "КБ «Фінансова Ініціатива» № 1 у м. Києві.
2008 — банк стає членом міжнародної платіжної системи MasterCard.
2011 — банк підключено до проекту об'єднання мереж банкоматів з ПАТ «Укрсоцбанк», з листопада банк отримав статус Уповноваженого банку з виплати пенсій та соціальної допомоги.
2017 року, рішенням суду було визнано незаконність списання ОВДП, НБУ зобов'язали компенсувати суму шкоди розміром 618 млн грн.
2018 року НБУ визнав свої дії незаконними й підписав мирні угоди з Фондом гарантування вкладів, виплативши компенсацію.
В червні 2020 року суд визнав неправомірними дії НБУ щодо банку і скасував постанову.
27 січня 2025 року, згідно повідомлення НБУ, Касаційний цивільний суд у складі Верховного Суду 22 січня 2025 року, розглянувши касаційну скаргу ексвласника ПАТ «КБ "Фінансова ініціатива"» Олега Бахматюка, залишив без змін та поновив виконання рішення суду першої інстанції та апеляційної інстанції про стягнення з нього як поручителя понад 1,8 млрд грн на користь Національного банку в рахунок погашення заборгованості банку за наданим раніше кредитом рефінансування.

## Показники
|                                        | 1 січня 2012 | 1 січня 2013 | 1 січня 2014 | 1 липня 2014 |
| -------------------------------------- | ------------ | ------------ | ------------ | ------------ |
| Власний капітал, млрд. ₴               | 1,91         | 1,91         | 2,06         | 2,34         |
| Обсяг кредитного портфеля, млрд ₴      | 9,73         | 8,17         | 11,25        | 12,65        |
| Обсяг депозитів фізичних осіб, млрд ₴  | 0,98         | 1,73         | 4,59         | 4,79         |
| Обсяг депозитів юридичних осіб, млрд ₴ | 2,58         | 2,29         | 2,51         | 2,31         |

## Правління
- Голова Правління — Циктор Андрій
- Заступник Голови Правління — Демченко Андрій
- Заступник Голови Правління — Гайовий Олег
- Головний бухгалтер — Гребенюк Світлана
- Начальник Управління фінансового моніторингу — Іванченко Анжеліка

## Мережа
Мережа банку налічувала 88 відділень у всіх регіонах України, окрім тимчасово окупованого Криму. Банкоматна мережа налічувала 54 власних банкоматів. Крім того, з 2014 року банк був учасником банкоматної мережі «Атмосфера», що об'єднує понад 2800 банкоматів провідних українських банків

## Місія
Сприяти підвищенню рівня добробуту клієнтів шляхом надання повного переліку банківських послуг приватним особам, а також стимулювати розвиток корпоративного бізнесу і всебічність банківського обслуговування корпоративних клієнтів. Створювати сприятливі умови, для професійної кар'єри для співробітників банку, розвитку їх потенціалу. Сприяти послідовному розвитку партнерських взаємовідносин з клієнтами за рахунок виконання взаємних обов'язків, високої якості банківського продукту, поваги та взаємної довіри. Сприяти розвитку економіки України, зокрема через підтримання інноваційних проектів у перспективних галузях народного господарства

## Членство в асоціаціях
- Фонд гарантування вкладів фізичних осіб
- Незалежна асоціація банків України
- Асоціація українських банків
- Київська міжнародна фондова біржа
- ПФТС
- УкрКарт
- Професійна асоціація реєстраторів і депозитаріїв (ПАРД)
- SWIFT
- Українська національна іпотечна асоціація (УНІА)